# Helena Ehrenmalm
Helena Ehrenmalm, född 1730, död 1784, var en finländsk godsägare. 

## Biografi
Helena Ehrenmalm föddes i Stockholm som dotter till bagaren Martin Sasse och Helena Reimers. Hon utbildade sig till hantverkare. Hon gifte sig med överbefälhavaren Nils Åhman, och blev änka vid 28 års ålder 1758. 
Hon gifte sig en andra gång 1760 med överstelöjtnanten Josias Ehrenmalm, bror till Samuel Magnus Ehrenmalm, och flyttade till Åland där hennes make ägde Bastö säteri. Hon skötte Bastö säteri åt sin make och blev känd på 1770-talet som en förebild inom godsskötsel. På grund av den framgångsrika förvaltningen av herrgården föreslogs hon för Kungliga Patriotiska Sällskapets hederspris, men det tilldelades hennetydligen inte. Ehrenmalm gav också  ekonomiska lektioner till sina underordnade, och höll kurser i att väva och spinna. 
Han hade fyra söner, varav tre dog som späda. Helena Ehrenmalm dog 1784, enligt kyrkobokföringen, i vattusot.